# Będziechowo

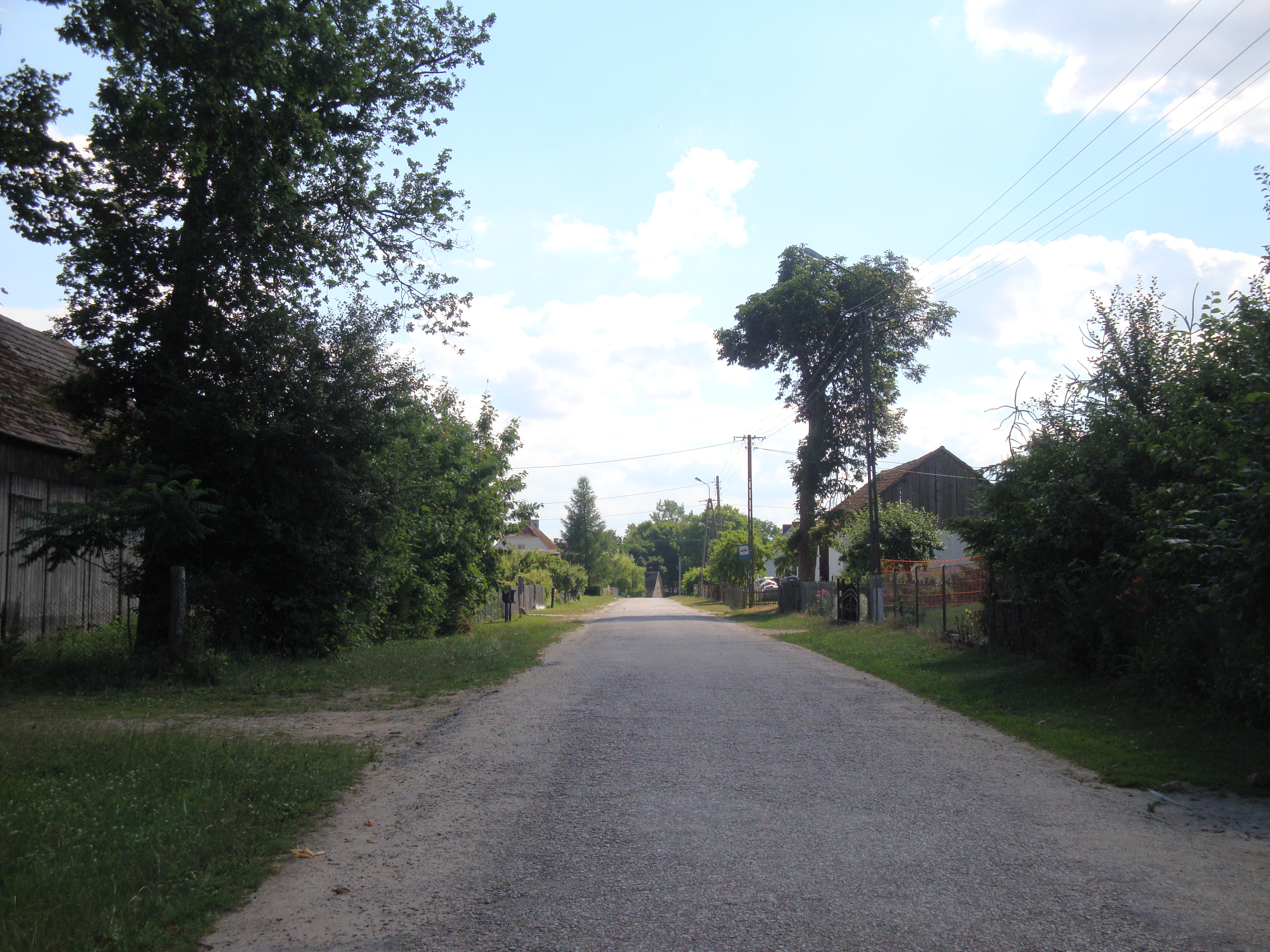
Dorfstraße

Będziechowo (deutsch Bandsechow, früher Banskow oder Bansekow) ist ein Dorf im Powiat Słupski (Stolper Kreis) der polnischen Woiwodschaft Pommern.

## Geographische Lage
Das Dorf liegt in Hinterpommern, an der Lupow, etwa sieben Kilometer nordöstlich von Główczyce (Glowitz), 22 Kilometer nordöstlich von Słupsk (Stolp) und 91 Kilometer westlich von Danzig.

## Geschichte
Das ehemalige Rittergut Banskow, Bansekow oder Bandsechow  war in älterer Zeit ein adliges Lehensgut, das zu den sogenannten Schmolsinschen Gütern des Herzogshauses gehört hatte. 
1736 kaufte der Geheime Staatsminister Adam Ludwig von Blumenthal Bansekow. Dieser übergab es 1743 seinem Schwiegersohn Johann Jacob von Wobeser, zusammen mit Dresow und Liepe. Dessen Sohn Jacob Otto von Wobeser verkaufte Bansekow, wiederum zusammen mit Dresow und Liepe, 1767 an den Major Georg Ulrich von Massow aus der pommerschen uradligen Familie von Massow.
Um 1784 gab es in Bandsechow ein Vorwerk, auf der Feldmark eine Wassermühle, sieben Bauern, acht Kossäten, eine Schmiede und insgesamt 26 Haushaltungen. In der Lupow wurden Lachse und Aale gefangen.
Am 1. April 1927 hatte das Gut Bandsechow eine Flächengröße von 616 Hektar, und am 16. Juni 1925 hatte der Gutsbezirk 212 Einwohner.
Anfang der 1930er Jahre standen auf der 879 Hektar großen Gemeindefläche 62 Wohnhäuser. Innerhalb der Gemeindegrenzen gab es fünf Wohnstätten, von denen der Hauptwohnort Bandsechow für die Landgemeinde namensgebend war:
1. Ausbau Bandsechow
2. Bahnhof Bandsechow
3. Bandsechow
4. Brückenkaten
5. Mühle

1939 wurden in Bandsechow 78 Haushaltungen mit insgesamt 305 Einwohnern gezählt.
Vor Ende des Zweiten Weltkriegs war Bandsechow Amtssitz des Amtsbezirks Bandsechow im Landkreis Stolp, Regierungsbezirk Köslin, der Provinz Pommern des Deutschen Reichs.
Gegen Ende des Zweiten Weltkrieges wurde die Region am 9. März 1945 von der Roten Armee besetzt. Nach Beendigung der Kampfhandlungen in der Region wurde das Dorf seitens der sowjetischen Besatzungsmacht der Volksrepublik Polen zur Verwaltung überlassen. Bandsechow wurde unter der polonisierten Ortsbezeichnung Będziechowo verwaltet. Ab Ende Juni 1945 übernahmen Polen Häuser und Gehöfte, die Dorfbewohner wurden vertrieben. Später wurden in der Bundesrepublik Deutschland 119 und in der DDR 131 aus Bandsechow vertriebene Dorfbewohner ermittelt.
Im Jahr 2008 hatte das Dorf 141 Einwohner.